# Púr Múdd
Púr Múdd è un duo musicale estone formatosi nel 2015. È attualmente costituito dal cantante Joonatan Toomiste e dal produttore discografico Oliver Rõõmus.

## Storia del gruppo
Fondatosi a Tallinn nel 2015, l'anno seguente hanno partecipato a Eesti Laul, il processo di selezione eurovisiva estone, eseguendo il singolo di debutto Meet Halfway, dove tuttavia non si sono qualificati per la finale. Il 22 marzo 2017 è stato messo in commercio il primo album in studio Undefined, trainato dalla pubblicazione di diversi singoli estratti, e sempre nello stesso anno si sono esibiti a diversi festival di rilevanza nazionale. Nel 2020 hanno ottenuto la loro prima top five nella Eesti Tipp-40 grazie a Ooh Aah, che ha esordito al 3º posto ed è rimasto per quattro mesi in top forty.
Nell'ambito degli Eesti Muusikaauhinnad, il principale riconoscimento musicale estone, hanno ottenuto una candidatura nella categoria di artista pop dell'anno grazie al successo ottenuto dal loro primo EP On My Mind.
Nel 2022 sono stati selezionati nuovamente dalla Eesti Rahvusringhääling come partecipanti all'Eesti Laul, rassegna canora estone per l'Eurovision Song Contest 2022, presentando il duetto con Shira Golden Shores; dove non hanno superato le semifinali.

## Formazione
Attuale
- Joonatan Toomiste – voce
- Oliver Rõõmus

Ex componenti
- Joonas Alvre

## Discografia

### Album in studio
- 2017 – Undefined

### EP
- 2020 – On My Mind

### Singoli
- 2015 – Meet Halfway
- 2016 – Figures
- 2016 – Fight for You
- 2016 – The Way It Goes
- 2017 – Rose to Die
- 2017 – A Million Reasons
- 2018 – The Best Thing (con Seizo)
- 2018 – Moment (con Sinclair the Mage)
- 2018 – Truth Is (feat. Andreas)
- 2019 – Smile
- 2020 – Ooh Aah
- 2020 – Get Away (con Andreas)
- 2020 – Higher (feat. Chris Jamison)
- 2020 – Da Da Da
- 2020 – Your Eyes
- 2021 – Lost in Paradise
- 2021 – Fly High (con Eneko Artola e Kadiah)
- 2021 – Tired of Lies (con One of Six)
- 2021 – Golden Shores (con Shira)
- 2022 – Oh God
- 2022 – Ainult unustamiseks (con Grete Paia)
- 2023 – Kõik mis sa teed
- 2023 – Tunnen taas (con Koit Toome)
- 2023 – Miles&Miles (feat. Emily J)
- 2024 – Ühega miljoneist
- 2024 – Maitsetu mait (con Gameboy Tetris)
- 2024 – Segased lood
- 2025 – Mälestused (con Koit Toome)
- 2025 – Kadunud teel